# 주치난
주치난(중국어 간체자: 朱启南, 정체자: 朱啟南, 병음: Zhū Qǐnán, 한자음: 주계남, 1984년 11월 15일~)은 중화인민공화국의 사격 선수이다. 2004년 하계 올림픽 남자 10m 공기소총 종목에서 금메달을 획득했고 2008년 하계 올림픽에서 남자 10m 공기소총 종목 은메달을 획득했다. 